# Broń napędowa

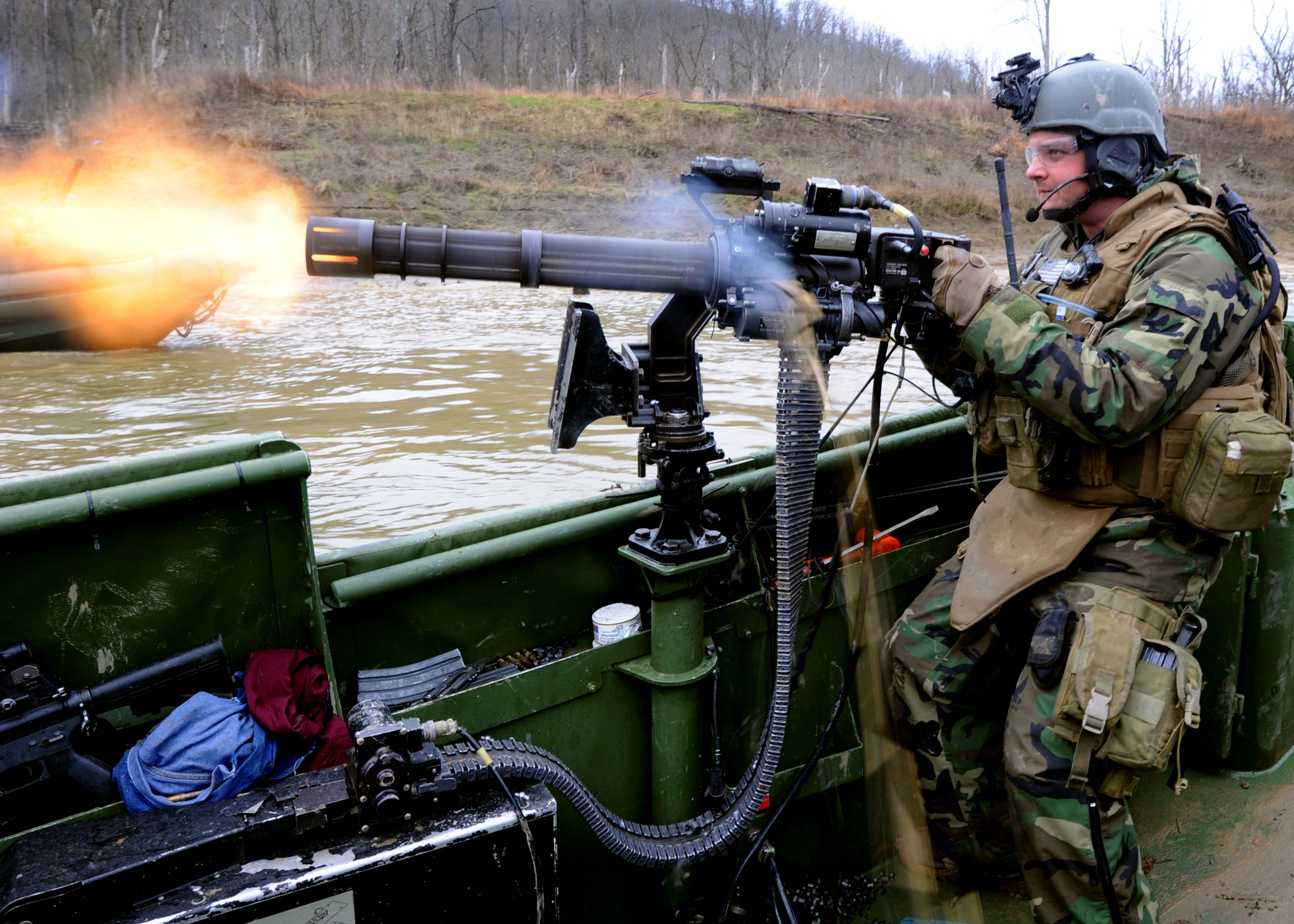
Broń napędowa

Broń napędowa – rodzaj broni automatycznej i półautomatycznej, w której do napędu automatyki wykorzystywana jest wyłącznie energia z zewnętrznego silnika (elektrycznego, hydraulicznego lub pneumatycznego). Obecnie broń napędowa jest najczęściej bronią wielolufową o dużej szybkostrzelności (np. M61 Vulcan, M134 Minigun).